# シェケル

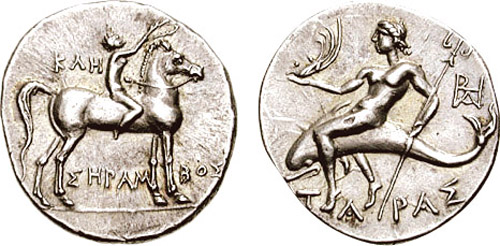
古代カルタゴの通貨制度は、シェケルに基づいていた

シェケル（shekel、sheqel）は、古代に使われていた通貨と重さの単位の一つ。

## 歴史
シェケルが最初に使われ始めたのは、紀元前3000年頃のメソポタミアと知られている。
最初の音節'she'がアッカド語で大麦を示す事から、もともとは特定の量の大麦を指すものであったと考えられている。
最も初期のシェケルは、1シェケルを180グレーン（8.33グラム）とする重さの単位として使われた。後に発行された硬貨も、硬貨そのものの重さを政府が保証するという紋章付きであった。もともとこの硬貨はアナトリアの商人らの手で開発され、彼らは使用ごとに硬貨の重さを量り直さなくても良いように、各々の紋章を硬貨に記していたが、後にこの行為は、公的権力の占有行為とされた。
エシュヌンナ法典に記載された賠償額では「犬が市民を咬み、咬まれた市民が狂犬病になり死亡したときにはその犬の飼い主は40シェケルの銀を支払い、奴隷を咬んで奴隷が死んだときは15シェケルの銀を支払うべし。」との記述がある。
1964年のデトロイト美術館の発表によると、ヘロドトスは最初のシェケル硬貨がクロイソスによって鋳造されたと述べたという。リディア国王のクロイソスは、ペルシア帝国のダリク金貨（20シグロイ・シェケルと等価）や古代アテネのオボルス、ドラクマなどの通貨を流通させた事で有名。硬貨のは複数形で、シェケルス、シェカリムなどと呼ばれる。
アメリカ合衆国の一部地域では、金銭を示す俗語としてこの言葉が使われることがある。

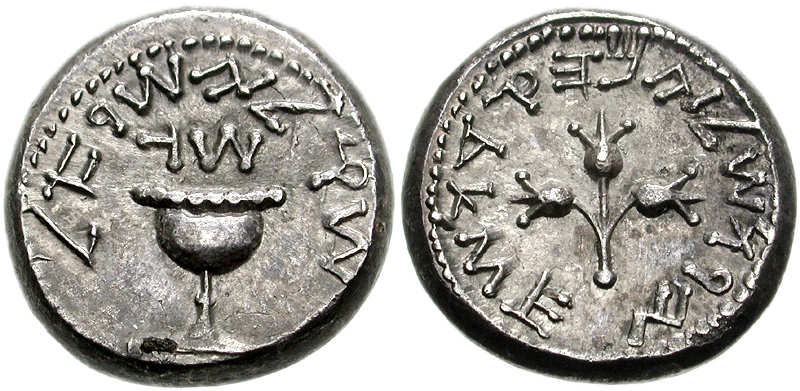
ユダヤ戦争の反乱分子によって68年に発行された硬貨。表面: "Shekel Israel. Year 3"; 裏面:"Jerusalem the Holy"

シェケルは、古代ヘブライ人の重量単位として最も良く話題に上がる。他の多くの通貨と同様に、シェケルは時代や地域によってその実質的な重さが異なる。現在では、1シェケルは9から17グラム(額面は11、14、17グラムであった)と考えるのが一般的である。特に、ヘブライ人の間での主要銀貨としてのシェケルなど、金・銀貨は重さと額面が等しい事がある。旧約聖書に登場するゴリアテは、身にまとっていた小札かたびら（鎧）は5000シェケル、手に持つ槍の鉄の刃は600シェケルの重さがあったという。
シェケルは、西部のセム族の通貨としても用いられた。モアブ人、エドム人、フェニキア人は、重さとしてのシェケルと通貨としてのシェケルを両方とも利用した。
ティルスのシェケル銀貨は、新約聖書に出てくるイスカリオテのユダがイエス・キリストを大祭司らに引き渡す際の裏切りの報酬"30枚の銀貨"としても悪名高い。
1980年以降、シェケルはイスラエルの通貨として採用されている。ただし1985年以降は新シェケルになった。
シェケルは、イギリス人の作家チャイナ・ミーヴィルのBas-LagシリーズNew Crobuzonの通貨の単位として使われているほか、同シリーズThe Scarの主人公のニックネームとしても使われている。